# Дейли, Гретхен
Гретхен Дейли (Gretchen C. Daily; род. 19 октября 1964, Вашингтон) — американский эколог и общественный деятель. Выпускница и ныне профессор Стэнфордского университета; доктор философии (1992); член НАН США (2005) и Американского философского общества (2008).
Лауреат престижных и международных наград, среди которых премия Тайлера (2020), премия Голубая планета (2017), премия Volvo за защиту окружающей среды (2012), International Cosmos Prize (2009), премия Софии (2008).
В 2002 году Discover назвал её в числе 50 женщин-лидеров в науке.
Продвигает концепт "экосистемные услуги".
Окончила Стэнфордский университет, где получила степени бакалавра (1986), магистра (1987) и доктора философии (1992) по биологическим наукам.
В 1992—1995 годах постдок-фелло в Калифорнийском университете в Беркли.
В 1995—2002 годах исследователь на кафедре биологических наук альма-матер.
В 2002—2005 годах фелло Института международных штудий Стэнфорда.
С 2005 года она профессор экологии кафедры биологии альма-матер и старший фелло Stanford Woods Institute for the Environment. Также занимает ряд других постов, в частности, в Фонде Рокфеллера.
Является одним из трёх основателей Natural Capital Project, его директор.
Член Американской академии искусств и наук (2003), фелло Nature Conservancy Center for Conservation Biology (1988).
Автор более 200 научных и популяризаторских статей, в частности, в Nature, Science, PNAS.
Её книгу Nature’s Services (Island Press), выдержавшую несколько изданий, называют одной из наиболее широко цитируемых в современной экологической науке.
Одну из своих книг — New Economy of Nature: The Quest to Make Conservation Profitable (Island Press, 2002) — она написала в соавторстве с Katherine Ellison.
Всего её работы цитировались более 20 тыс. раз.

## Награды и отличия
- 1990 — Best Paper Prize, Environmental Conservation Annual Foundation
- 1992 — Frances Lou Kallman Award
- 1994 — Marine Fellow, Pew Fellows Program in Conservation and the Environment, Pew Charitable Trusts[англ.]
- 1997 — Член Century Club, Newsweek
- 1999 — Феллоу Aldo Leopold Leadership Program
- Названа в числе 20 Young Scientists to Watch по версии журнала «Discover» (2000)[7]
- 2000 — 21st Century Scientist Award
- 2003 — David H. Smith Senior Scholar, Nature Conservancy[англ.]
- 2008 — Премия Софии
- 2009 — International Cosmos Prize
- 2010 — Midori Prize, первое награждение[8]
- 2010 — Heinz Award[англ.]
- 2012 — Премия Volvo за защиту окружающей среды
- 2017 — Премия Голубая планета
- 2018 — BBVA Foundation Frontiers of Knowledge Award
- 2019 — Honorable John C. Pritzlaff Conservation Award[4]
- Премия Тайлера (2020)
- Ramon Margalef Prize in Ecology[англ.] (2022)
- Eminent Ecologist Award[англ.] (2023)